# Rathcoole
Rathcoole (em irlandês Rath Cúil) é uma cidade irlandesa localizada na provicia de Leinster.